# Adrien Tambay
 (avril 2024).
Si vous disposez d'ouvrages ou d'articles de référence ou si vous connaissez des sites web de qualité traitant du thème abordé ici, merci de compléter l'article en donnant les références utiles à sa vérifiabilité et en les liant à la section « Notes et références ».
Adrien Tambay, né le 25 février 1991 à Paris, est un pilote automobile français, champion du monde de la eTouring Car World Cup (FIA ETCR) en 2022 et ancien pilote officiel Audi en DTM.
Il est le fils de Patrick Tambay, ancien pilote de Formule 1, vainqueur en Grand Prix à deux reprises avec Ferrari.

## Biographie

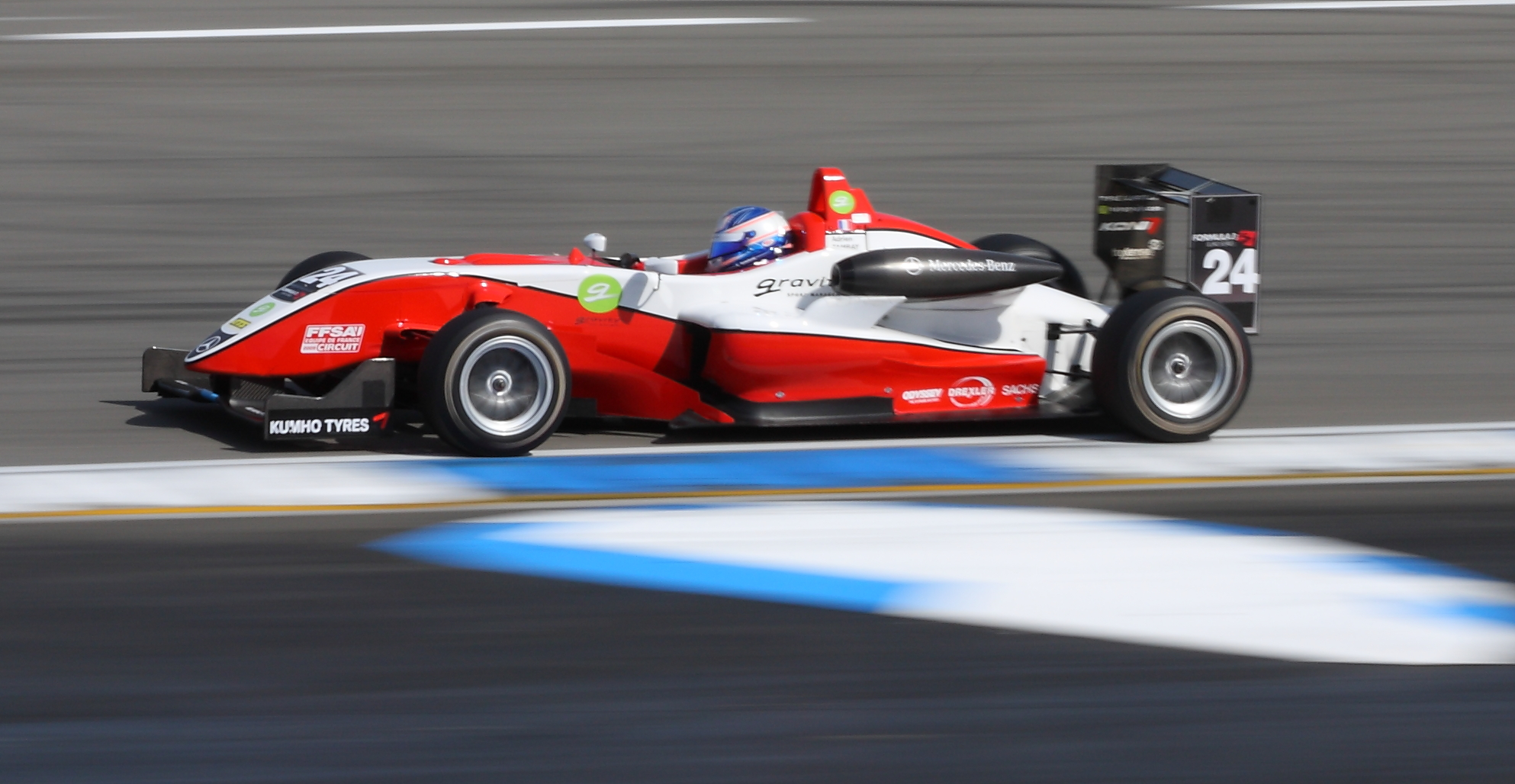
Adrien Tambay en 2009 en F3 Euro Series.

C’est à l’âge de 5 ans qu'Adrien Tambay fait ses premiers tours de roues dans un kart. À l'âge de 11 ans, en 2002, il devient vice-champion de France dès sa deuxième année en compétition.
Adrien Tambay gravit les échelons de la scène internationale de karting en intégrant l'équipe de France. Il est notamment pole man du championnat d'Europe[pas clair] et 3e des World Series de Karting dans sa dernière année de compétition en kart.
Repéré par le constructeur BMW parmi 120 pilotes lors d'une course en Italie pour faire ses débuts en monoplace, il intègre le programme BMW Junior Team pour deux années consécutives à la suite de sa victoire dans le championnat Rookie et finit 3e dans le championnat d'Europe la saison suivante, en ouverture des grands prix de Formule 1. En 2007, il effectue des piges en tant que commentateur sportif auprès des médias RMC Info et de L'Équipe TV.
Membre de l'équipe de France Circuit aux côtés de Romain Grosjean, Jules Bianchi ou encore Jean-Éric Vergne, il arrive à remporter des victoires dans toutes les catégories où il s'engage telles que la : Formule 3 Euro Series, GP3 Series, World Series by Renault, Auto GP, etc.
Adrien Tambay participe à deux rallyes avec Denis Giraudet, dont le Rallye Monte-Carlo qu'il mène jusqu'au dernier jour dans la catégorie 2 roues motrices, avant une crevaison. Plus jeune vainqueur d'une course sur glace, il s'impose à 18 ans dans la catégorie reine du Trophée Andros, devançant Alain Prost.
Conscient de son manque de soutien financier, nécessaire pour progresser vers la Formule 1, il fait le choix de s'orienter vers d'autres catégories.
À l'âge de 20 ans, il signe son premier contrat professionnel dans le championnat DTM et devient pilote d'usine du constructeur Audi. Il termine dans le top 10 du championnat lors de sa première saison et conserve son volant chez la marque aux anneaux durant six années. En 2016, Audi se sépare d'Adrien Tambay.
En 2017, il décide de faire un break sportif et devient l'unique consultant F1 de la radio RMC Info et de BFM TV. Pendant trois ans, il commente les Grand Prix de Formule 1 avant de décider de donner une chance à sa carrière sportive de rebondir. Il participe en parallèle à quelques courses pour des écuries indépendantes et sert de manager auprès de jeunes pilotes et de coach auprès de Gentlemen Drivers (it).
L'année 2022 marque un rebond dans la carrière d'Adrien Tambay qui signe avec la marque espagnole Cupra pour disputer la coupe du Monde FIA ETCR (en) (eTouring Car World Cup), et devient dès sa première année dans la compétition le premier champion du monde de la discipline avec cinq victoires sur six Super Finales.

## Carrière
- 2002 : Vice Champion de France Karting ;
- 2006 : 3e World series of Karting ICA .
- 2007 :
  - Champion Rookie Formule BMW[1] ADAC, 4e (9 podiums et 2 pôles positions) ;
  - Formule BMW USA Road America (2 pôles positions, 2 victoires et 3 podiums).
- 2008 :
  - 3e Formule BMW Europe, (12 podiums et 2 victoires) ;
  - Formule BMW USA Road America (1 victoire et 4 podiums).
- 2009 : Formule 3 Euro Series, non classé (accident extra sportif)[6].
- 2010 :
  - 4e Auto GP, (1 victoire et 3 podiums) ;
  - 2 participations en GP3, (1 victoire et prix de la plus belle course de l'année 2010) ;
  - 1re participation en rallye - Rallye du Var[7],[8] (1 victoire d'étape) ;
  - 1re participation au 100 ans du Rallye de Monte-Carlo[2] (18e au général et 3e des 2 roues motrices) ;
  - 1 victoire en Trophée Andros sur glace (le plus jeune vainqueur de l'histoire).
- 2011 :
  - 4e Auto GP (1 victoire, 1 pole position et 4 podiums) ;
  - 2 victoires et 2 pôles positions au 1er et 2e Grand Prix électrique de Pau ;
  - 1re participation en WSR 3.5 au Grand Prix de Monaco, 7e.
- 2012 :
  - 2e lors du Showevent du Deutsche Tourenwagen Masters (DTM) au stade olympique de Munich ;
  - 2e de la course de Valence en DTM ;
  - 10e du championnat DTM.
- 2013 : 14e du championnat DTM ;
- 2014 : Pole position et 3e de la course de Hockenheim en DTM ;
- 2015 : DTM AUDI Team Abt ;
- 2016 : DTM AUDI Team Rosberg[9] ;
- 2018 : GT3 World Challenger AMG Team Strakka[10] ;
- 2019 : FFSA GT Pro-Am ;
- 2020 : FFSA GT Pro-Am (1 pole position, 1 podium et 5 meilleurs tours en course) ;
- 2021 : FFSA GT Pro-Am (1 pole position et 1 podium) ;
- 2022 : Champion du Monde FIA ETCR[11] (eTouring Car World Cup (en)) (5 victoires et 2 pôles positions).

### Interview
- [vidéo] Dans La Boite à Gants (d), production : Vincent Molto et Yann Delplanque, « Adrien Tambay : La disparition de son père, son titre de champion du monde et Jules Bianchi » (à 2 min 58 s), sur YouTube, 8 mars 2023 (consulté le 2 mars 2025).